# Verkeersborden in België - Serie E: Parkeren- en stilstaanborden
Verkeersborden zoals gedefinieerd in Titel III Hoofdstuk II van het Belgische Koninklijk Besluit van 1 december 1975 van het algemeen reglement op de politie van het wegverkeer en van het gebruik van de openbare weg. (B.S. 09.12.1975) - Serie E.

## E: Parkeren- en stilstaanborden

E1: Parkeerverbod.
E3: Stilstaan en parkeren verboden.
E5: Parkeerverbod van de 1e tot de 15e van de maand.
E7: Parkeerverbod van de 16e tot het einde van de maand.
E9a: Parkeren toegelaten.
E9b: Parkeren uitsluitend voor motorfietsen, personenauto's, auto's voor dubbelgebruik en minibussen.
E9c: Parkeren uitsluitend voor lichte vrachtauto’s en vrachtauto’s.
E9d: Parkeren uitsluitend voor autocars.
E9e: Verplicht parkeren op de berm of op het trottoir.
E9f: Verplicht parkeren deels op de berm of op het trottoir.
E9g: Verplicht parkeren op de rijbaan.
E9h: Parkeren uitsluitend voor kampeerauto's.
E9i: Parkeren uitsluitend voor motorfietsen
E9j: Parkeren in bepaalde tijdsperioden voorbehouden voor specifieke categorieën van voertuigen.
E11: Halfmaandelijks parkeren in gans de bebouwde kom

### Gebruikte onderborden

Begin van de reglementering
Einde van een reglementering
Reglementering over een lange afstand (herhaling)
Reglementering over een korte afstand (≤ 30m)
M1: Onderbord gebruikt samen met E9a. Het onderbord duidt de plaatsen aan waar fietsen mogen geplaatst worden
M8: Onderbord gebruikt samen met E9a. Het onderbord duidt de plaatsen aan waar fietsen en tweewielige bromfietsen mogen geplaatst worden
M19: Onderbord gebruikt samen met E9a. Het onderbord duidt duidt aan dat het parkeren voorbehouden is voor speed pedelecs
M20: Onderbord gebruikt samen met E9a. Het onderbord duidt duidt aan dat het parkeren voorbehouden is voor fietsen en speed pedelecs
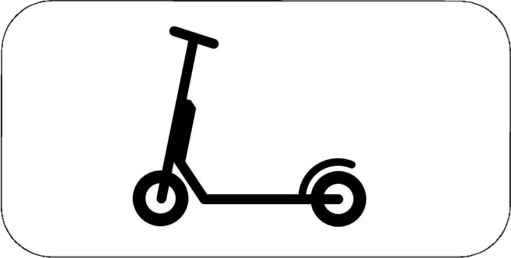
M21: Onderbord gebruikt samen met E9a. Het onderbord duidt de plaatsen aan waar voortbewegingstoestellen mogen geplaatst worden
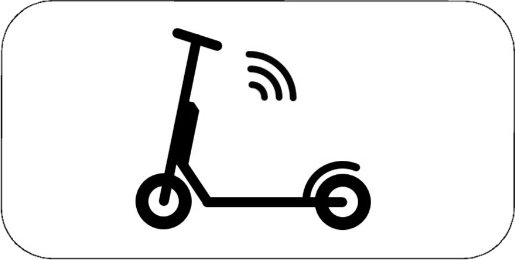
M22: Onderbord gebruikt samen met E9a. Het onderbord duidt de plaatsen aan waar deelvoortbewegingstoestellen mogen geplaatst worden
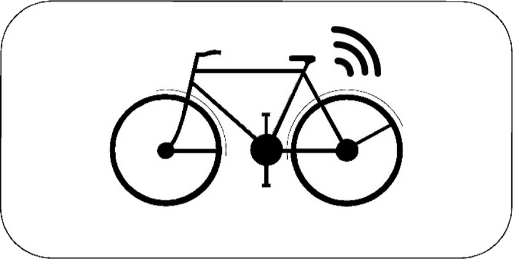
M23: Onderbord gebruikt samen met E9a. Het onderbord duidt de plaatsen aan waar deelfietsen mogen geplaatst worden
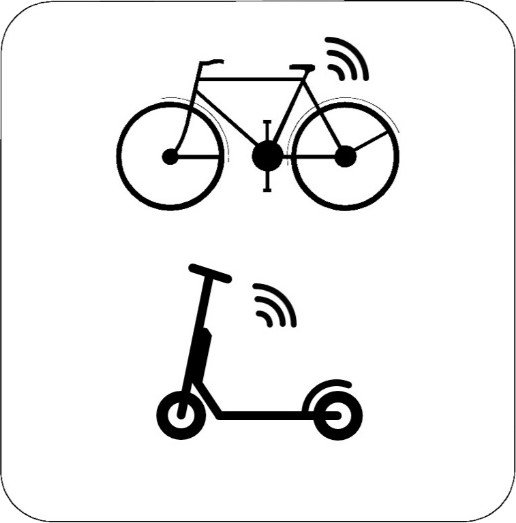
M24: Onderbord gebruikt samen met E9a. Het onderbord duidt de plaatsen aan waar deelfietsen en deelvoortbewegingstoestellen mogen geplaatst worden
Type V: Onderbord gebruikt samen met E1, E3 en de E9 reeks dat een periode aanduidt
Type V: Onderbord gebruikt samen met E1, E3 en de E9 reeks dat een periode aanduidt
Type VIIb: Onderbord gebruikt samen met E5, E7 en de E9 reeks dat aanduidt dat de parkeertijd beperkt is en dat een parkeerschijf moet gebruikt worden. Het mag ook op het bord E9a afgebeeld worden. Het mag worden aangevuld met de vermelding "uitgezonderd bewoners" voor de personen die in het bezit zijn van de bewonerskaart.
Type VIIc: Onderbord gebruikt samen met de E9 reeks dat aanduidt dat de parkeertijd beperkt is
Type VIId: Onderbord gebruikt samen met de E9 reeks dat aanduidt dat de parkeerplaats voorbehouden is voor voertuigen gebruikt worden door personen met een beperking. Het mag ook op het bord E9a afgebeeld worden.
Type VIId: Onderbord gebruikt samen met de E9 reeks dat aanduidt dat de parkeerplaats voorbehouden is voor elektrische voertuigen. Eén of meerdere categorieën voertuigen mag afgebeeld worden.
Type VIId: Onderbord gebruikt samen met de E9 reeks met de vermelding van de categorie van voertuigen voor dewelke het parkeren voorbehouden is. Ander mogelijke opschriften zijn o.a. "- 5t", "bewoners", "parkeerkaart", "autodelen" ...
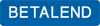
Onderbord gebruikt samen met E1, E3 en de E9 reeks om te duiden op het verplicht gebruik van een betaalparkeerkaart. Het mag worden aangevuld met de vermelding "uitgezonderd bewoners" voor de personen die in het bezit zijn van de bewonerskaart. (niet hetzelfde als "ticket"[1])
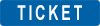
Onderbord gebruikt samen met de E9 reeks om te duiden op een geheel van parkeerplaatsen waarop het parkeren slechts toegelaten is volgens de gebruiksmodaliteiten van een ticket afleverende parkeermeter.

A: Gevaarsborden · 
B: Voorrangsborden · 
C: Verbodsborden · 
D: Gebodsborden · 
E: Parkeren- en stilstaanborden · 
F: Aanwijzingsborden

Onderborden